# Oscar von Sivers
Oscar von Sivers, tidigare Eklund, född 27 augusti 1988 i Stockholm, är en svensk professionell ishockeyspelare som spelar för Södertälje SK i Hockeyallsvenskan. Hans moderklubb är AIK.
Han gästade 08 Hockey (12 januari 2011) där det sades att han är den mest underskattade spelaren i Djurgårdens IF och Elitserien. Han har också spelat för finska Oulun Kärpät och HIFK i FM-ligan.

## Meriter
- SM-silver med Djurgårdens IF 2010